# روبرت لوسي
روبرت لوسي هو لاعب جمباز فني سويسري، ولد في 20 فبراير 1923، وتوفي في 23 ديسمبر 2009.

## وصلات خارجية
- روبرت لوسي على موقع اللجنة الأولمبية الدولية (الإنجليزية)
- روبرت لوسي على موقع أوليمبيديا (الإنجليزية)